# Landrat-Christians-Straße

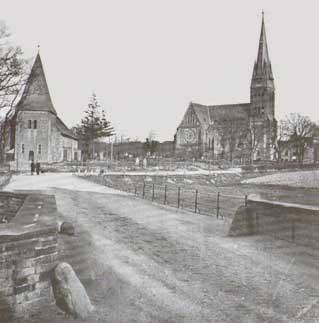
Alte und neue reformierte Kirche in Blumenthal

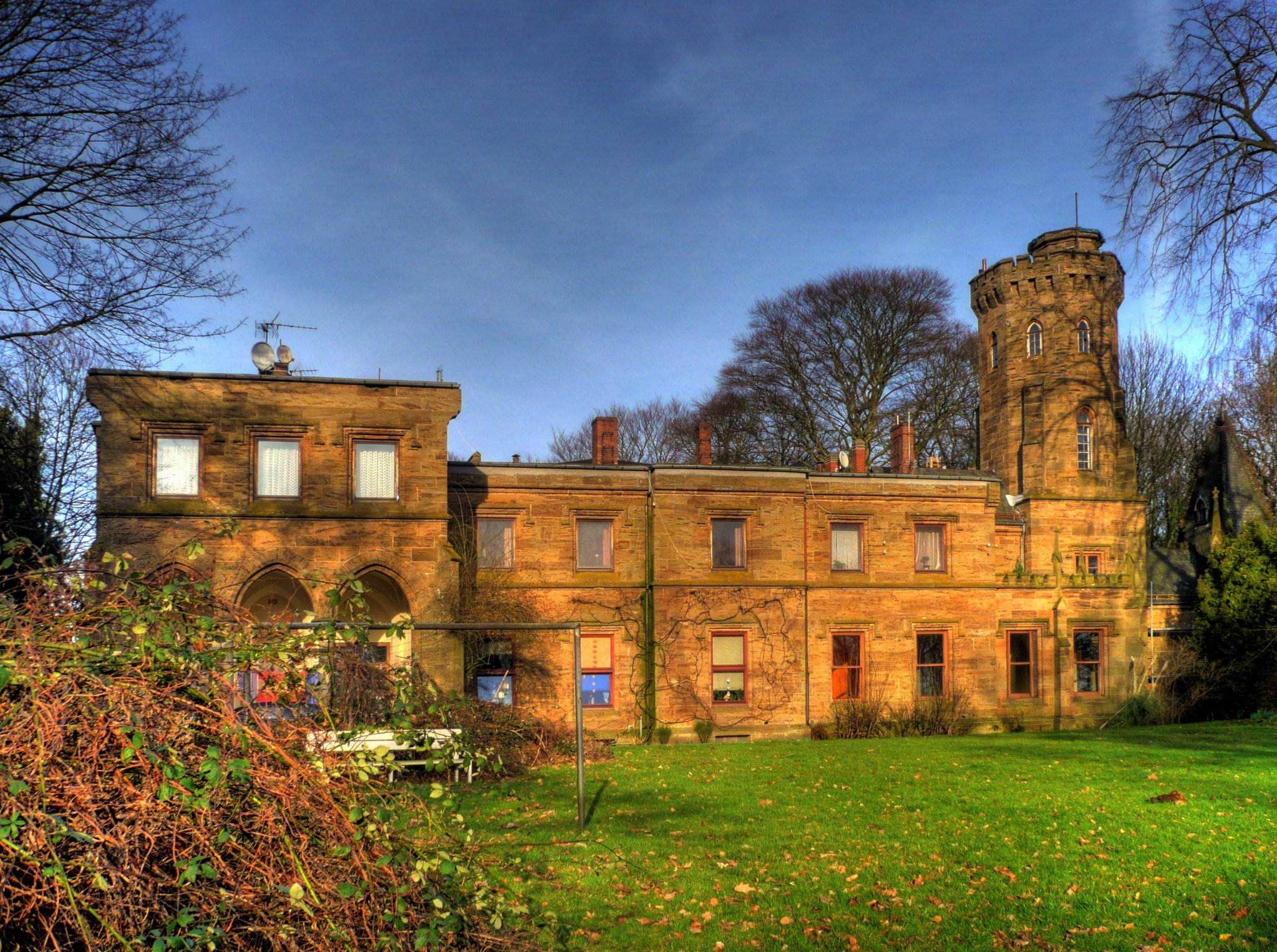
Wätjens Schloss von 1864

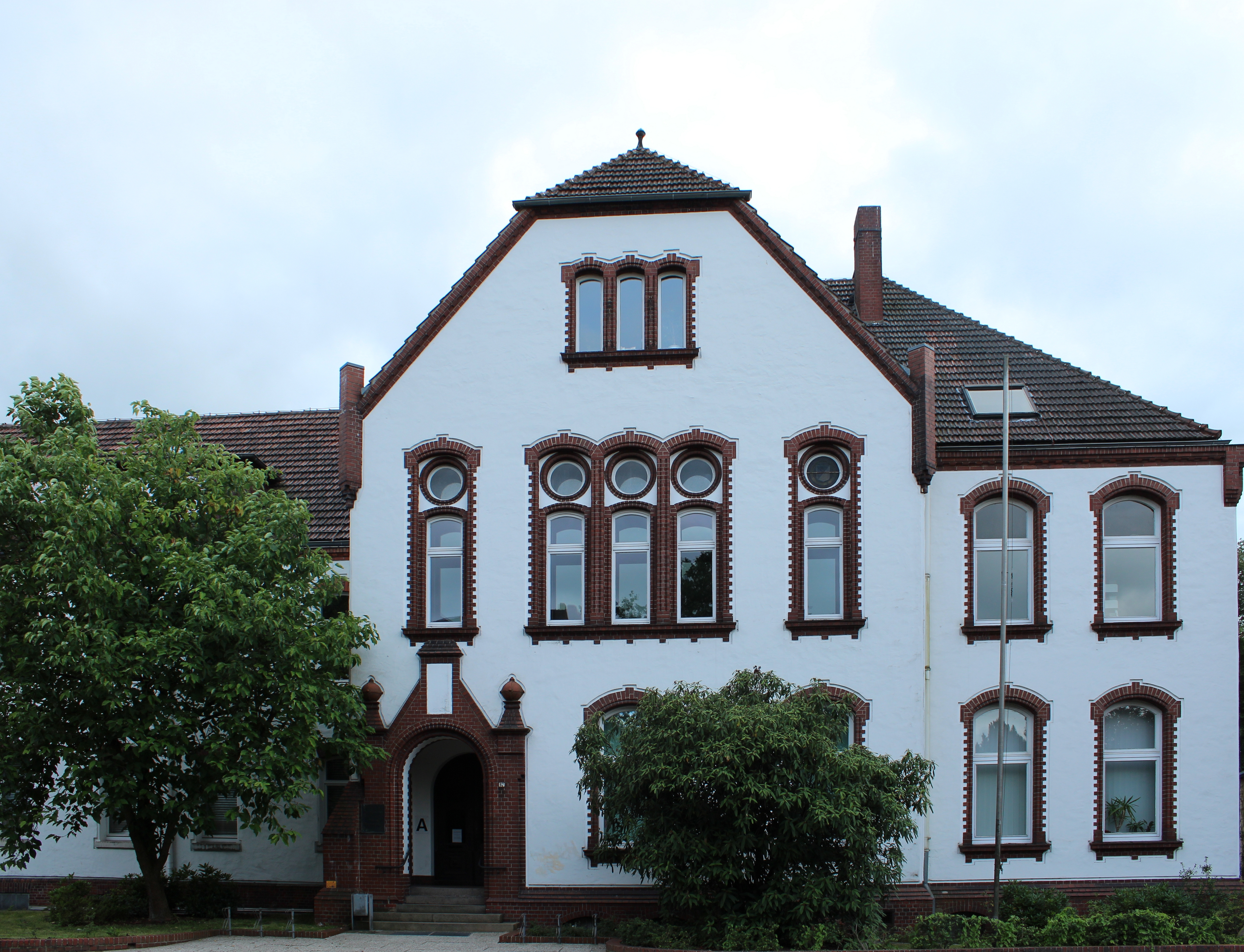
Amtsgericht von 1899

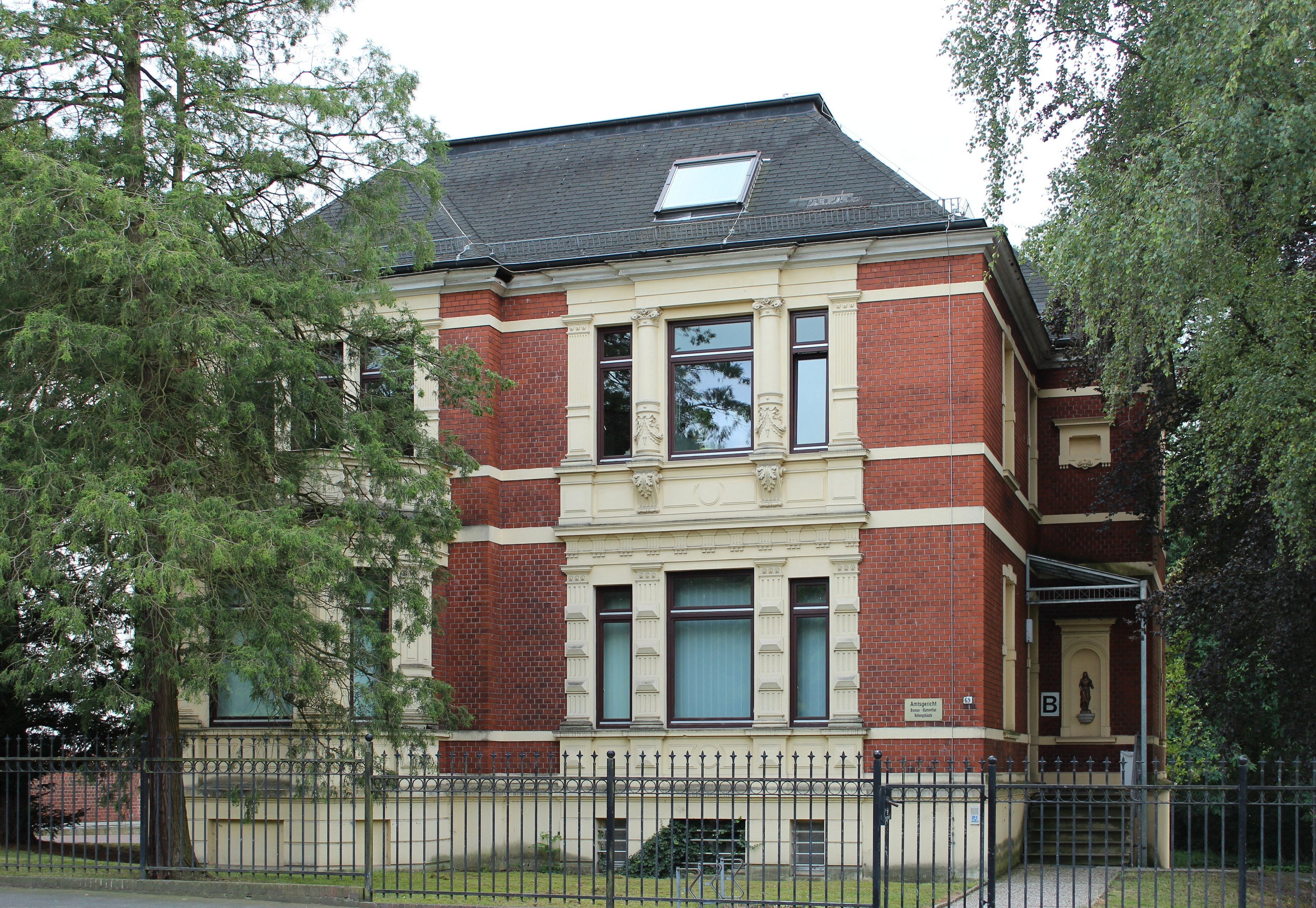
Amtsgericht Haus B von 1896

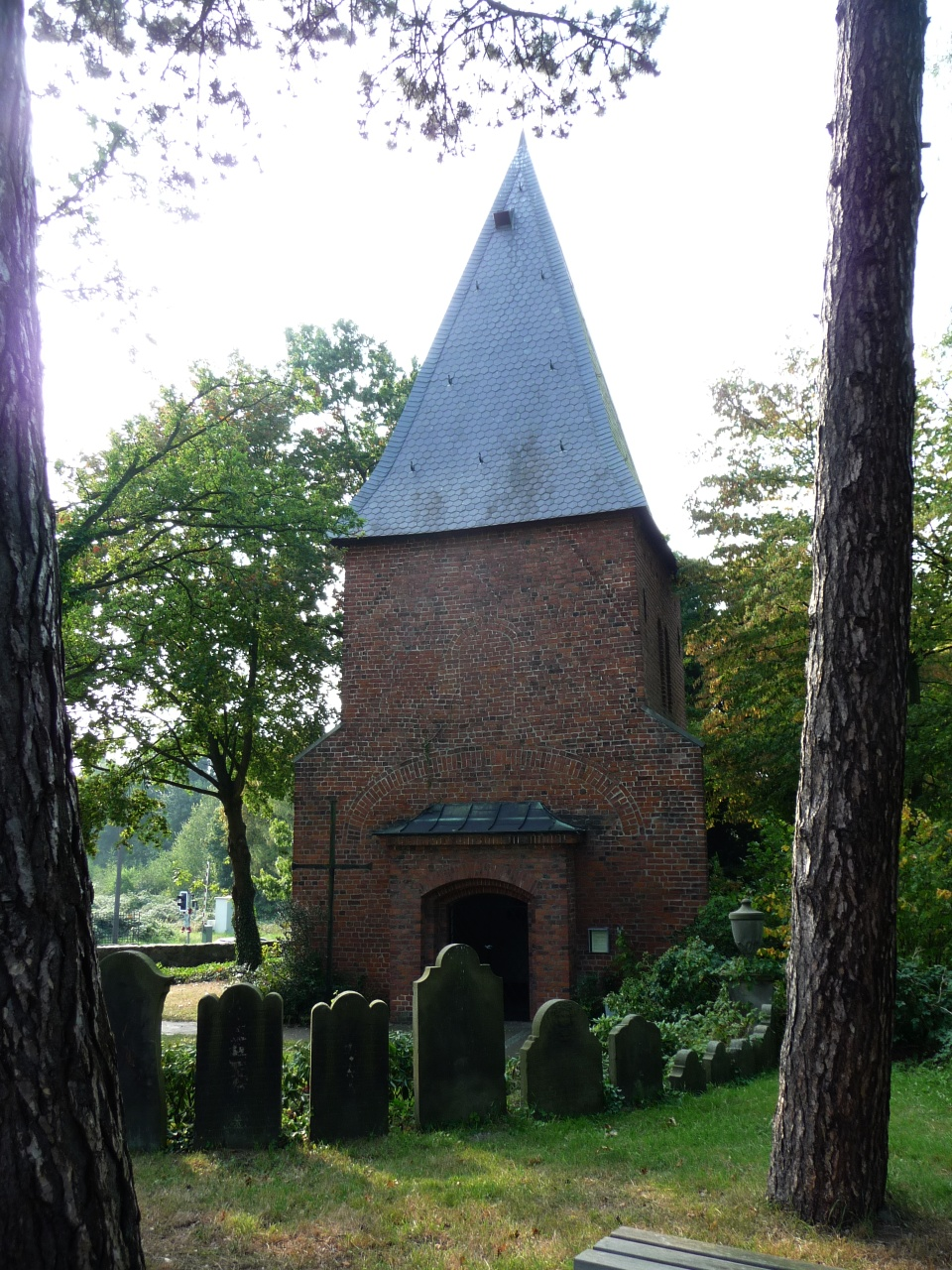
Alter Kirchturm von 1604

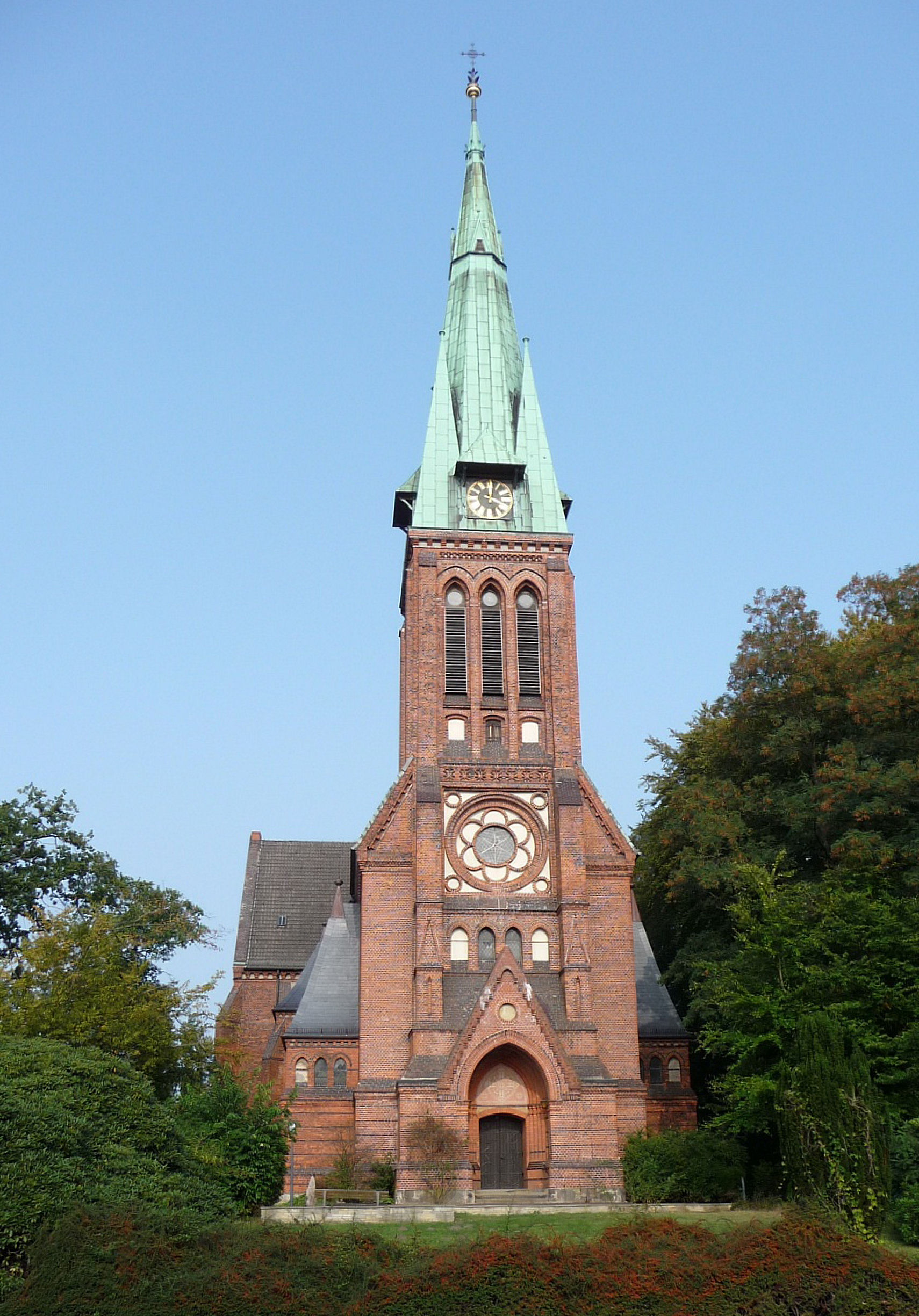
Kirche von 1879

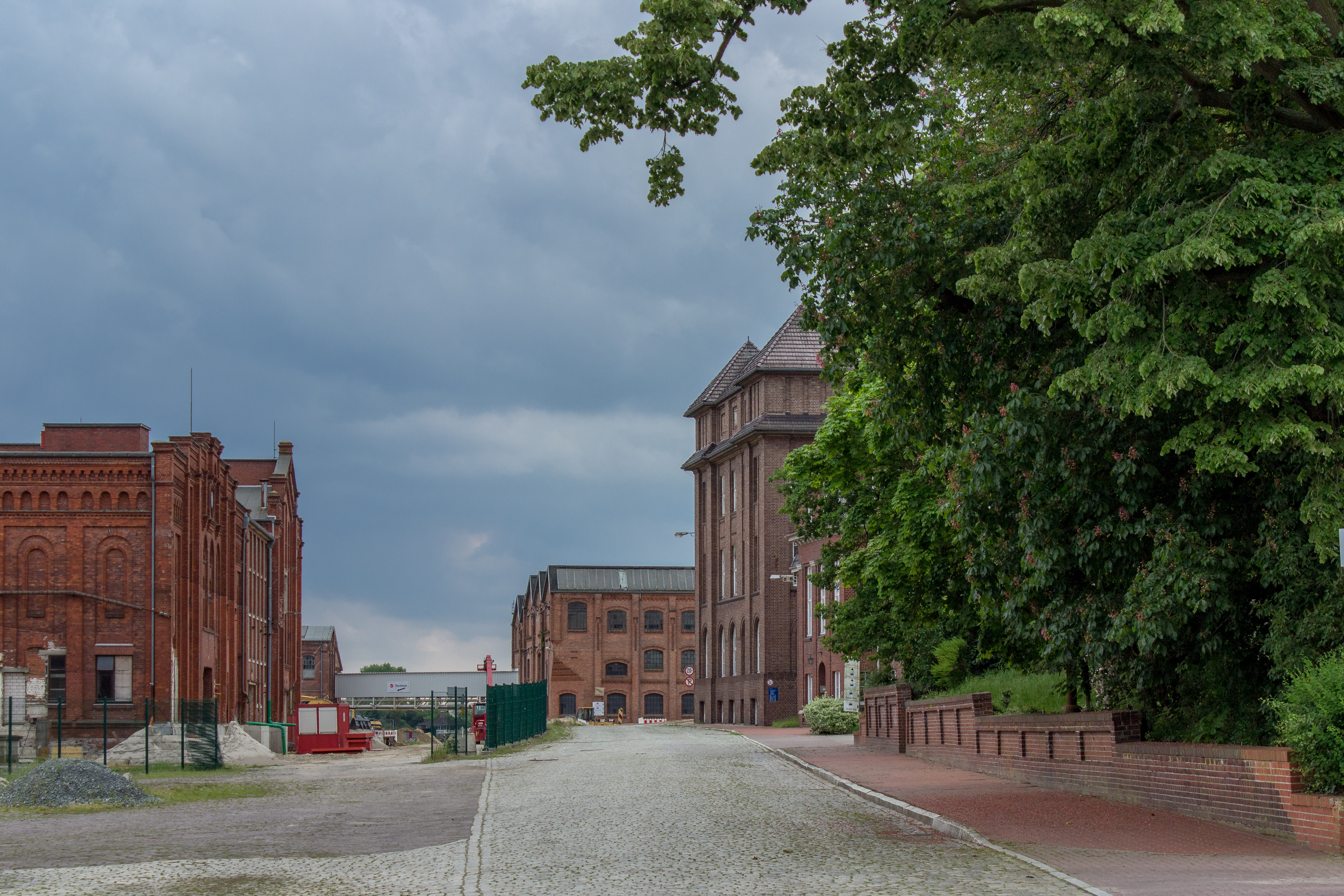
Bremer Woll-Kämmerei von 1884

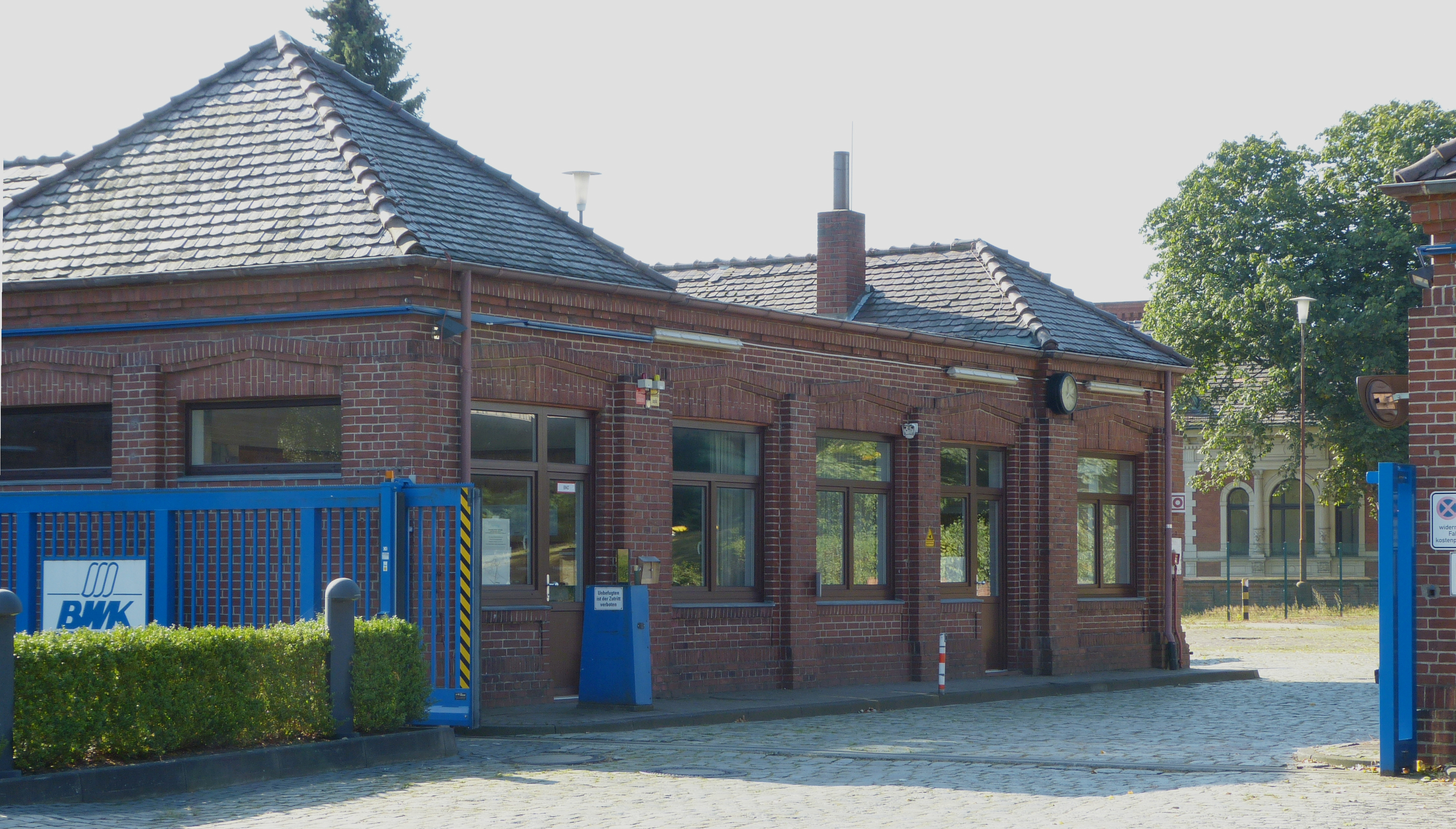
Pförtnerhaus und Feuerwache der BWK von 1924

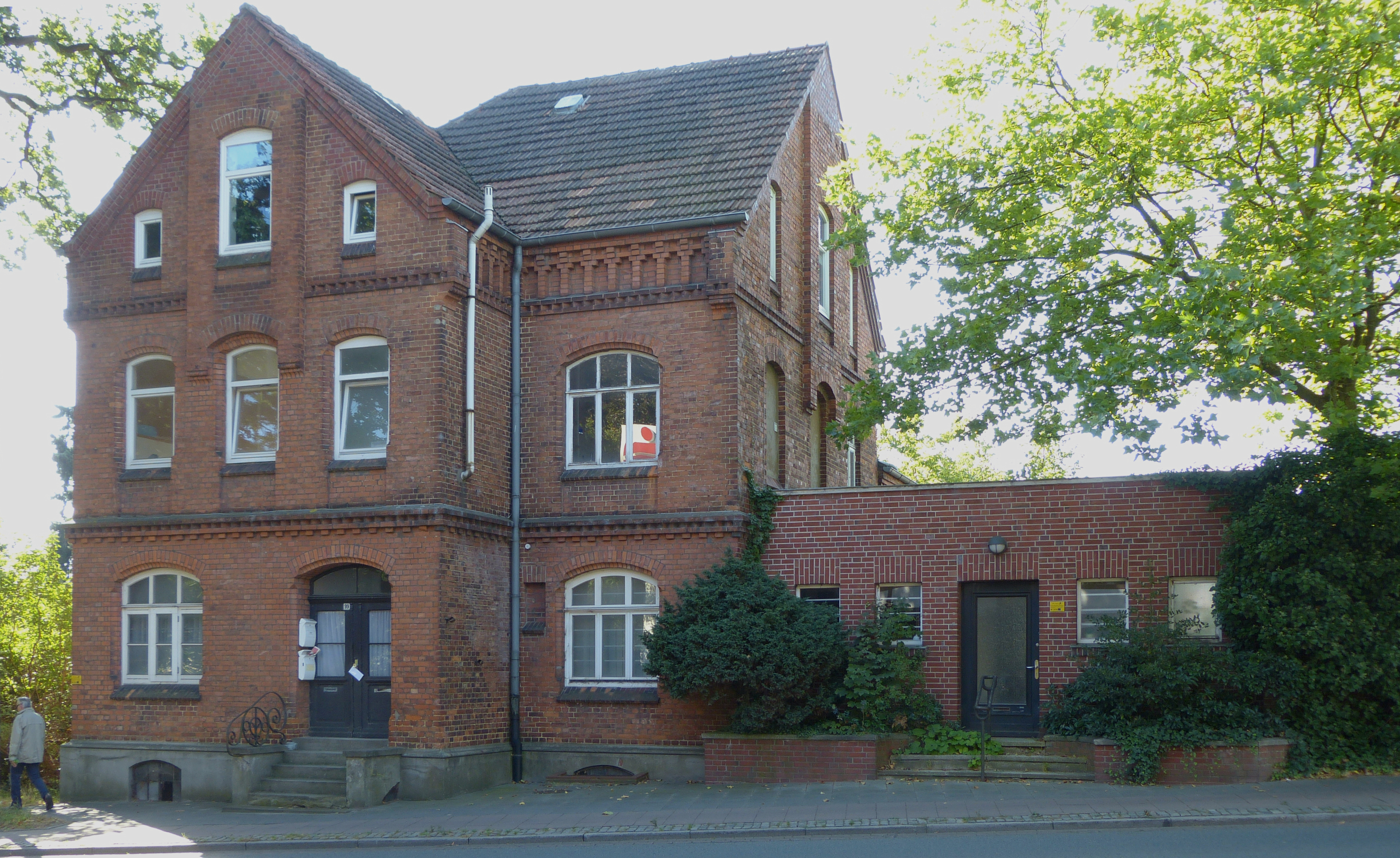
Toranlage und Pförtnerhaus von vor 1889

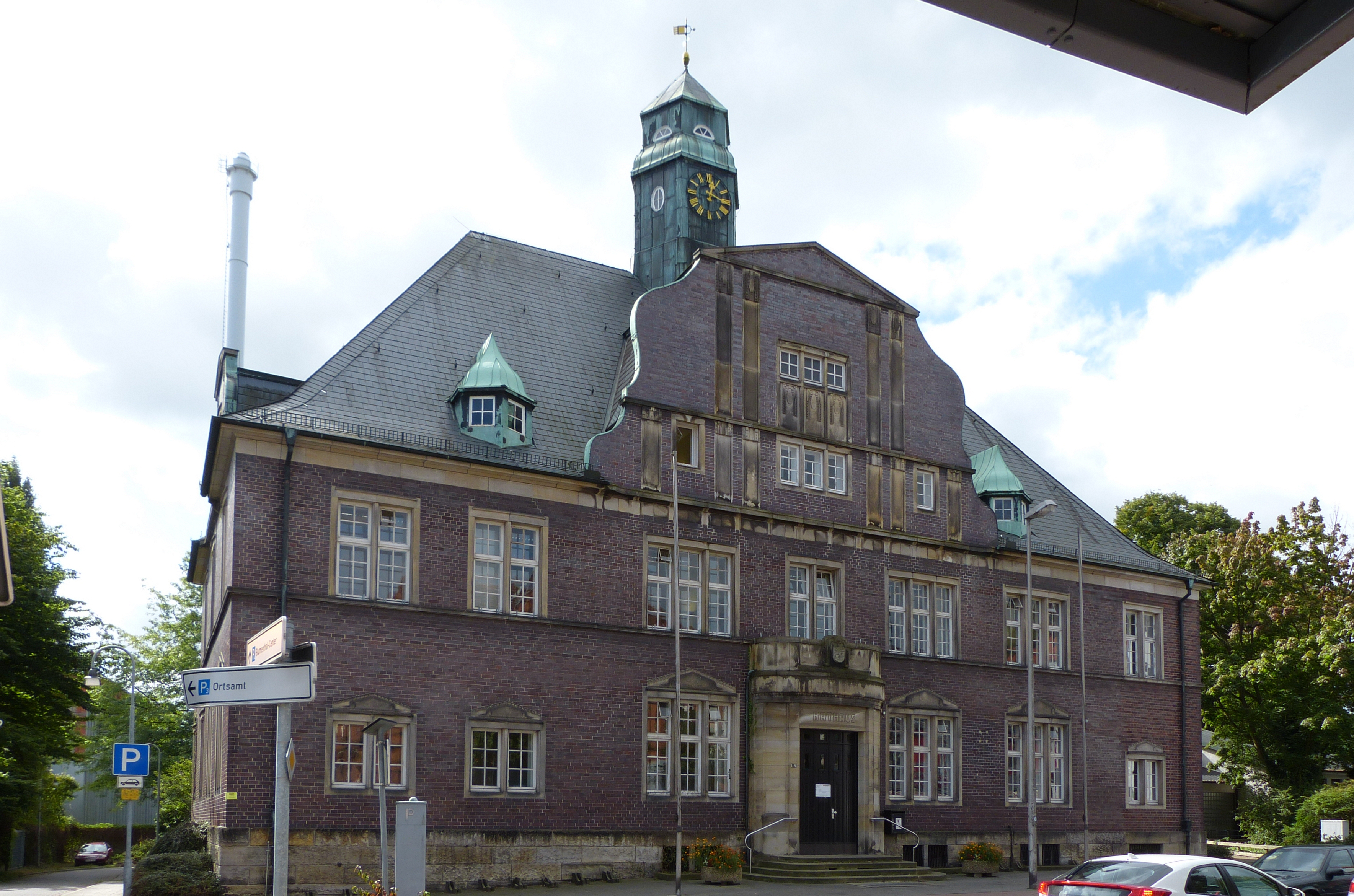
Rathaus Blumenthal

Die Landrat-Christians-Straße ist eine historische Straße in Ost-West-Richtung in Bremen im Stadtteil Blumenthal. Sie führt von der Weserstrandstraße bis zur Lindenstraße und in Richtung Vegesack parallel zur Weser.
Die Querstraßen wurden u. a. benannt nach dem Rittergeschlecht Clüver, nach Personen (Wolfgang Schering (1900–1963) Chefarzt im Klinikum Bremen-Nord; Nicolaus-H. Schilling), nach Örtlichkeiten (Zur Weserpier, Am Forst, Wohld= Wald, die Lüssumer Straße nach dem historischen Ort Lüssum, Flurbezeichnung Leverkenbarg nach Leverker = Lärche) und die Kaffeestraße erinnert an den Schmuggel vor dem Zollanschluss im 19. Jahrhundert.

## Geschichte

### Name
Die Straße wurde 1952 nach dem Pädagogen und Landrat Ludwig Christians (1875–1940) benannt. Christians war von 1902 bis 1920 Lehrer, 1920 Schulinspektor für die Bremer Volksschulen und von 1920 bis 1932 Landrat des Kreises Blumenthal. Die Nationalsozialisten nahmen ihn 1933 mehrere Monate in Haft und versetzten ihn in den vorzeitigen Ruhestand.

### Entwicklung
Das Gebiet gehörte im Mittelalter zum Erzbistum Bremen, seit 1654 zum schwedischen Herzogtum Bremen, 1715 zum Kurfürstentum Braunschweig-Lüneburg, seit 1814 zum Königreich Hannover, seit 1866 zu Preußen und seit 1939 zu Bremen. Unter anderem im Umfeld der Burg Blomendal aus dem 13. Jahrhundert entstanden Wegeverbindungen in der Nähe zur Weser.
Die alte Kirche an der Straße stammt von 1604; der Turm ist noch erhalten. Seit 1933 wird der Turm als Gefallenen-Gedenkstätte genutzt. 1879 wurde hier die größere Evangelisch-reformierte Kirche gebaut.
Seit 1830 hatte der Bremer Kaufmann und Reeder Diedrich Heinrich Wätjen begonnen, sich ein klassizistisches Landhaus zu bauen, umgeben von Wätjens Park als englischen Landschaftsgarten nach Plänen von Isaak Altmann. Sein Sohn Christian Heinrich Wätjen ließ an der Stelle des Landhauses eine schlossartige Villa bauen: Wätjens Schloss; der Park wurde größer.
1884 gründeten Bremer Kaufleute die Bremer Woll-Kämmerei (BWK). Damit änderte sich die Struktur in dem bis dahin ländlichen Ort erheblich. Die Produktion begann mit 150 Arbeitern. 1896 wurden 2000 Arbeiter beschäftigt; viele kamen aus den polnischen Gebieten Preußens. Bis 1930 stieg die Arbeiterzahl auf 3700 und danach bis maximal auf 5000. 2009 wurde die Produktion eingestellt.
Die selbständige preußische Gemeinde Blumenthal erlebte um 1900 durch die BWK einen großen Aufschwung. Die Anzahl der Einwohner nahm stark zu. Das Gemeindebüro war um 1900 in einem kleinen Privathaus untergebracht. 1907 wurde noch ein Büroraum in einem gegenüberliegenden Haus der Bäckerei angemietet. Ein Rathaus war erforderlich und kam 1910 als rotsteinsichtiger Neubau. Ab 1946 war im Rathaus der Sitz des Ortsamtes Blumenthal.
1916 wurde der östliche Teil von Wätjens Park an die Werft Bremer Vulkan verkauft, der östliche an die BWK; der Garten verwilderte.

### Verkehr
Die Bahnstrecke Bremen-Farge–Bremen-Vegesack wurde 1888 von der Farge-Vegesacker Eisenbahn (FVE) eröffnet. Seit 2010 besteht die Regio-S-Bahn Bremen/Niedersachsen, die auch den Bahnhof Blumenthal bedient mit der S-Bahn-Linie RS 1 Richtung Bremen-Mitte/Verden und Richtung Farge.
Im Nahverkehr in Bremen verkehren auf dieser Straße die Buslinien 91 und 92 in voller Länge, sowie 90, 94, 95 und N7 auf Teilstrecken.

## Gebäude, Anlagen
An der Straße befinden sich überwiegend ein-, zwei- und auch dreigeschossige Gebäude, die zumeist Wohnhäuser sind.

### Baudenkmale und Plastiken
- Nr. 5 bis 25:
  - Wätjens Schloss im Stil der Tudorgotik von 1864 nach Plänen von Heinrich Müller
  - Wätjens Park als englischer Landschaftspark von um 1830 nach Plänen von Isaak Altman, erweitert um 1864, 1917 teilweise umgestaltet nach Plänen von Christian Roselius
  - Altes Wirtschaftsgebäude von 1864
  - Neues Wirtschaftsgebäude von vor 1890
  - Antikisierender Gedächtnistempel von 1887 für die Familie Wätjen
  - Wätjens Brunnen im Park
  - Arbeiterwohnhaus von vor 1890
  - Pförtnerhaus von vor 1890
- Nr. 65–69:
  - 2-gesch. Amtsgericht Bremen-Blumenthal von 1899 nach Plänen von Cohn Wihsmann
  - ehemaliges 2-gesch. Gerichtsgefängnis (heute Grundbuchamt)
  - ehemalige 2-gesch. Dienstvilla (heute Haus B) von 1896
- Nr. 80: Kirchturm der alten Kirche Blumenthal aus der Renaissance von 1604; heute Ehrenmal
- Nr. 80: Evangelisch-reformierte Kirche von 1879 als neogotische Pfarrkirche nach Plänen von Johannes Vollmer mit vierjochigen Langhaus, Querschiff einer Apsis und 61,4 m hohen Turm
- Nr. 95 bis 99:
  - Fabrikgebäude der Bremer Woll-Kämmerei von 1884 nach Plänen von Paul Zschörner, Technischer Direktor der BWK
  - Kaufmännische Verwaltung als Haus 50 der BWK
  - Haus 1 und 2, Toranlage und Pförtnerhaus der BWK
  - Pförtnerhaus und Feuerwehr der BWK von 1924
  - Doppelhaus von 1924 als Werkswohnung und Direktorenwohnhaus der BWK
  - Werkswohnungen von 1913 und 1922 der BWK
- Nr. 107: 2-gesch. verklinkertes Rathaus Blumenthal von 1910 mit Zwerchgiebel und hohen Dachreiter nach Plänen der Architekten August Abbehusen und Otto Blendermann aus Bremen; von 1946 bis 2016 Sitz des Ortsamtes Blumenthal

### Weitere Gebäude und Anlagen
- Nr. 86: 2-gesch. Empfangsgebäude Bahnhof Blumenthal mit Mittelrisalit von um 1890
- Eckhaus zur Lüssumer Str.: 2-gesch. Putzbau von um 1900 als Geschäftshaus der AOK
- Nr. 100: 2-gesch. verputztes Wohnhaus von ?
- Nr. 110: 2-gesch. verklinkertes Gebäude der Sparkasse Bremen von 1930/31
- Ecke zum Leverkenbarg Nr. 3: 2-gesch. Haus Blumenthal der AWO Bremen
- Nr. 113: 2-gesch. Klinkerbau von um 1900 mit 3-gesch. barockisierendem Seitenrisalit als Hotel Union, von 1956 bis 1975 auch das Kino Union mit 525 Plätzen.
- Nr. 126: 2-gesch. verklinkertes Giebelhaus, seit 1951 Flora Apotheke
- Nr. 134: 2-gesch. verklinkerte Postfiliale von um 1900 mit Giebelrisalit
- Nr. 138: 2-gesch. verputztes Wohnhaus im Jugendstil mit 3-gesch. Zwerchgiebel
- Nr. 140: kleine Platzanlage